# Everistia vacciniifolia
Everistia vacciniifolia är en måreväxtart som först beskrevs av Ferdinand von Mueller, och fick sitt nu gällande namn av Sally T. Reynolds och Rodney John Francis Henderson. Everistia vacciniifolia ingår i släktet Everistia och familjen måreväxter.

## Underarter
Arten delas in i följande underarter:
- E. v. crassa
- E. v. nervosa
- E. v. vacciniifolia